# مدونا (فیلم ۲۰۱۵)
«مدونا» (کره‌ای: 마돈나) یک فیلم معمایی-درام کره‌ای است که در سال ۲۰۱۵ منتشر شد.